# Hikawa (district)
Hikawa (簸川郡, Hikawa-gun) was een district van de Japanse prefectuur Shimane.
Op 1 april 2009 had het district een geschatte bevolking van 27.634 inwoners en een bevolkingsdichtheid van 343 inwoners per km². De totale oppervlakte bedraagt 80,64 km².

## Dorpen en gemeenten
- Hikawa

## Geschiedenis
- Op 22 maart 2005 werden de gemeenten Koryō, Sada, Taisha en Taki samengevoegd tot de stad Izumo.

## Fusies
- Op 1 oktober 2011 is de gemeente Hikawa aangehecht bij de stad Izumo. Het district Hikawa is na deze fusie verdwenen.[1]

Subprefectuur:
Oki

Steden:
Gotsu · Hamada · Izumo · Masuda · Matsue (hoofdstad) · Oda · Unnan · Yasugi

Districten:
Iishi · Kanoashi · Nita · Ochi · Oki
Gemeenten per district